# Persone di nome David/Calciatori
| Questa pagina contiene informazioni ricavate automaticamente dalle voci biografiche con l'ausilio del template Bio e di un bot. L'aggiornamento è periodico e automatico e ricostruisce completamente la pagina. Se manca una persona in questa lista, sei pregato di non aggiungerla, ma accertati piuttosto che la sua voce biografica contenga il template Bio e che i dati anagrafici siano correttamente compilati. Se il template Bio manca, inseriscilo tu stesso o, in alternativa, metti l'avviso {{tmp\|Bio}} che ne segnala la mancanza. Se i dati riportati sono sbagliati, correggi direttamente la voce biografica; le modifiche saranno visibili in questa lista entro pochi giorni. Per chiarimenti vedi il progetto antroponimi. La lista contiene solo le 476 persone che sono citate nell'enciclopedia e per le quali è stato implementato correttamente il template Bio. Pagina aggiornata al 6 ago 2025. |

Questa è una lista di persone presenti nell'enciclopedia che hanno il nome David e sono calciatori.

## A(29)
- David Abagna, calciatore ghanese (Tamale, n. 1998)
- David Abwo, ex calciatore nigeriano (Jos, n. 1986)
- David Accam, ex calciatore ghanese (Accra, n. 1990)
- David Acevedo, ex calciatore argentino (n. 1937)
- David Achucarro, calciatore argentino (Buenos Aires, n. 1991)
- Michel Acosta, calciatore uruguaiano (Paysandú, n. 1988)
- David Addis, calciatore nordirlandese (Belfast, n. 1901 - † 1963)
- David Addy, ex calciatore ghanese (Prampram, n. 1990)
- David Adekola, ex calciatore nigeriano (Lagos, n. 1968)
- David Adiele, ex calciatore nigeriano (n. 1955)
- David Affengruber, calciatore austriaco (Scheibbs, n. 2001)
- David Aganzo, ex calciatore spagnolo (Madrid, n. 1981)
- David Alaba, calciatore austriaco (Vienna, n. 1992)
- David Allison, calciatore e arbitro di calcio inglese (Mentone, n. 1873 - † 1901)
- David Andersen, calciatore norvegese (n. 1894 - † 1964)
- David Andrade, calciatore messicano (Manzanillo, n. 1993)
- David Andújar, calciatore spagnolo (Torrejón de Ardoz, n. 1991)
- David Ankeye, calciatore nigeriano (Abuja, n. 2002)
- Dudu Aouate, ex calciatore israeliano (Nazareth Illit, n. 1977)
- David Arap, calciatore croato (Koprivnica, n. 1995)
- David Arellano, calciatore cileno (Santiago, n. 1901 - Valladolid, † 1927)
- David Armstrong, calciatore inglese (Durham, n. 1954 - † 2022)
- David Arshakyan, calciatore russo (San Pietroburgo, n. 1994)
- David John Astley, calciatore e allenatore di calcio gallese (Dowlais, n. 1909 - Birchington-on-Sea, † 1989)
- David Atanaskoski, calciatore macedone (Skopje, n. 1996)
- David Atanga, calciatore ghanese (Bolgatanga, n. 1996)
- David Aua, calciatore papuano (n. 1983)
- David Azzopardi, ex calciatore maltese (n. 1953)
- David Torres, calciatore spagnolo (Alicante, n. 1986)

## B(41)
- David Babunski, calciatore macedone (Skopje, n. 1994)
- David Bain, calciatore scozzese (Rutherglen, n. 1900 - Allerton, † 1966)
- David Ball, calciatore inglese (Manchester, n. 1989)
- David Barbona, calciatore argentino (Buenos Aires, n. 1995)
- David Bardsley, ex calciatore inglese (Manchester, n. 1964)
- Bobby Barnes, ex calciatore inglese (Kingston upon Thames, n. 1962)
- David Barral, ex calciatore spagnolo (San Fernando, n. 1983)
- David Bartek, calciatore ceco (Praga, n. 1988)
- David Batanero, calciatore spagnolo (Barcellona, n. 1988)
- David Bates, calciatore scozzese (Kirkcaldy, n. 1996)
- Dave Beasant, ex calciatore britannico (Londra, n. 1959)
- David Belenguer, ex calciatore spagnolo (Vilassar de Mar, n. 1972)
- David Bellion, ex calciatore francese (Parigi, n. 1982)
- David Ben Dayan, ex calciatore israeliano (Holon, n. 1978)
- David Bentley, ex calciatore inglese (Peterborough, n. 1984)
- David Beresford, ex calciatore inglese (Sheffield, n. 1976)
- David Bianchini, ex calciatore italiano (Roma, n. 1971)
- David Bingham, calciatore statunitense (Castro Valley, n. 1989)
- David Bisconti, ex calciatore argentino (Rosario, n. 1968)
- Dudu Biton, ex calciatore israeliano (n. 1988)
- David Blacha, ex calciatore polacco (Wickede, n. 1990)
- David Boysen, ex calciatore danese (Herlev, n. 1991)
- David Bradford, ex calciatore inglese (Manchester, n. 1953)
- David Braz, calciatore brasiliano (Guarulhos, n. 1987)
- David Breda, ex calciatore ceco (n. 1971)
- David Brekalo, calciatore sloveno (Lubiana, n. 1998)
- Dave Bright, ex calciatore inglese (n. 1949)
- David Brooks, calciatore inglese (Warrington, n. 1997)
- David Browne, calciatore papuano (Port Moresby, n. 1995)
- David Buchanan, ex calciatore inglese (Newcastle upon Tyne, n. 1962)
- David Buchanan, ex calciatore nordirlandese (Rochdale, n. 1986)
- David Buchta, calciatore ceco (Ostrava, n. 1999)
- David Buckingham, ex calciatore maltese (n. 1951)
- David Bueso, ex calciatore honduregno (Tegucigalpa, n. 1955)
- David Bunderla, ex calciatore sloveno (Kranj, n. 1987)
- David Burke, ex calciatore inglese (Liverpool, n. 1960)
- David Burrows, ex calciatore inglese (Dudley, n. 1968)
- David Butler, ex calciatore inglese (Wednesbury, n. 1953)
- David Button, calciatore inglese (Stevenage, n. 1988)
- David Buxo, ex calciatore andorrano (n. 1981)
- David Bystroň, calciatore ceco (Levoča, n. 1982 - Ilanz, † 2017)

## C(45)
- David Bruno, calciatore portoghese (Porto, n. 1992)
- David Cabrera, ex calciatore messicano (Città del Messico, n. 1989)
- David Arnoldo Cabrera, ex calciatore salvadoregno (San Salvador, n. 1945)
- David Caiado, ex calciatore portoghese (Lussemburgo, n. 1987)
- David Calderhead, calciatore e allenatore di calcio scozzese (Hurlford, n. 1864 - Londra, † 1938)
- David Camilleri, ex calciatore maltese (Ħamrun, n. 1974)
- David Campbell, ex calciatore nordirlandese (Eglinton, n. 1965)
- David Cancola, calciatore austriaco (Vienna, n. 1996)
- David Cárcamo, ex calciatore honduregno (n. 1970)
- David Carmona, calciatore spagnolo (Palma del Río, n. 1997)
- David Carney, ex calciatore australiano (Sydney, n. 1983)
- David Carver, ex calciatore inglese (Wickersley, n. 1944)
- David Castedo, ex calciatore spagnolo (Palma di Maiorca, n. 1974)
- Leonardo Castro, calciatore colombiano (Bogotà, n. 1989)
- David Cañas, ex calciatore spagnolo (Siviglia, n. 1978)
- Cerra, ex calciatore spagnolo (Valencia, n. 1983)
- Dave Chadwick, ex calciatore inglese (Ootacamund, n. 1943)
- Dave Challinor, ex calciatore inglese (Chester, n. 1975)
- David Atiba Charles, ex calciatore trinidadiano (Point Fortin, n. 1977)
- David Choinière, calciatore canadese (Saint-Jean-sur-Richelieu, n. 1997)
- David Churcidze, calciatore russo (Bijsk, n. 1993)
- David Clarke, ex calciatore inglese (Nottingham, n. 1964)
- David Clarkson, calciatore e dirigente sportivo scozzese (Bellshill, n. 1985)
- Dave Clement, calciatore britannico (Battersea, n. 1948 - Londra, † 1982)
- David Cliss, ex calciatore inglese (Enfield, n. 1939)
- David Cluett, calciatore maltese (n. 1965 - † 2005)
- David Cobeño, ex calciatore spagnolo (Madrid, n. 1982)
- Josué Colmán, calciatore paraguaiano (Asunción, n. 1998)
- David Concha, calciatore spagnolo (Santander, n. 1996)
- David Connolly, ex calciatore irlandese (Londra, n. 1977)
- Davie Cooper, calciatore britannico (Hamilton, n. 1956 - Cumbernauld, † 1995)
- David Cork, ex calciatore inglese (Doncaster, n. 1962)
- David Cornell, calciatore gallese (Gorseinon, n. 1991)
- David Corrêa da Fonseca, calciatore brasiliano (Vitória, n. 1995)
- David Cortés Armero, ex calciatore colombiano (Bogotà, n. 1992)
- David Cortés Caballero, ex calciatore spagnolo (Badajoz, n. 1979)
- David Costas, calciatore spagnolo (Vigo, n. 1995)
- David Cotterill, ex calciatore gallese (Cardiff, n. 1987)
- David Coulibaly, ex calciatore francese (Roubaix, n. 1978)
- David Cowan, ex calciatore inglese (Whitehaven, n. 1982)
- David Cross, ex calciatore inglese (Heywood, n. 1950)
- David Crosson, ex calciatore inglese (Bishop Auckland, n. 1952)
- David Cuéllar, ex calciatore spagnolo (Pamplona, n. 1979)
- Pastor, calciatore brasiliano (Brasilia, n. 2000)
- David Cyrus, ex calciatore grenadino (n. 1989)

## D(23)
- David Costa, calciatore portoghese (Lisbona, n. 2001)
- David Da Costa, ex calciatore svizzero (Zurigo, n. 1986)
- David Danskin, calciatore scozzese (Burntisland, n. 1863 - Warwick, † 1948)
- David Magalhães, ex calciatore angolano (Luanda, n. 1988)
- David Davidjan, calciatore armeno (Nižnij Novgorod, n. 1997)
- David Davis, calciatore inglese (Smethwick, n. 1991)
- David Degen, ex calciatore svizzero (Hölstein, n. 1983)
- David Depetris, calciatore argentino (San Jorge, n. 1988)
- David Di Tommaso, calciatore francese (Échirolles, n. 1979 - De Meern, † 2005)
- David Dicanot, ex calciatore francese (n. 1973)
- David Distéfano, ex calciatore argentino (Buenos Aires, n. 1987)
- David Djigla, calciatore beninese (Avakpa, n. 1995)
- David Domgjoni, calciatore kosovaro (Prizren, n. 1997)
- David Douděra, calciatore ceco (Brandýs nad Labem-Stará Boleslav, n. 1998)
- David Douline, calciatore francese (Grenoble, n. 1993)
- David Drocco, calciatore argentino (Córdoba, n. 1989)
- David Ducourtioux, ex calciatore francese (Limoges, n. 1978)
- David Dunđerski, calciatore serbo (Bergamo, n. 1999)
- David de Paula, ex calciatore spagnolo (Durango, n. 1984)
- David Sualehe, calciatore portoghese (Porto, n. 1997)
- David Duarte, calciatore brasiliano (Rio Grande, n. 1995)
- David de Gea, calciatore spagnolo (Madrid, n. 1990)
- David Miguel de Souza Arcanjo, calciatore brasiliano (Recife, n. 2007)

## E(6)
- David Edwards, ex calciatore gallese (Shrewsbury, n. 1986)
- David Elebert, ex calciatore irlandese (Dublino, n. 1986)
- David Elm, ex calciatore svedese (Broakulla, n. 1983)
- David Embé, ex calciatore camerunese (Yaoundé, n. 1973)
- David Estrada, ex calciatore messicano (Morelia, n. 1988)
- David Eto'o, ex calciatore camerunese (Yaoundé, n. 1987)

## F(17)
- David Fairclough, ex calciatore inglese (Liverpool, n. 1957)
- David Fällman, calciatore svedese (Stoccolma, n. 1990)
- David Faupala, ex calciatore francese (Bully-les-Mines, n. 1997)
- David Fernández Miramontes, ex calciatore spagnolo (La Coruña, n. 1976)
- David Fernández Cortázar, ex calciatore spagnolo (Madrid, n. 1985)
- David Fernández, calciatore paraguaiano (n. 2006)
- David Ferreira, ex calciatore colombiano (Santa Marta, n. 1979)
- David Ferreiro, calciatore spagnolo (Ourense, n. 1988)
- David Firisua, ex calciatore salomonese (Honiara, n. 1981)
- David Fleurival, calciatore francese (Vitry-sur-Seine, n. 1984)
- Datro Fofana, calciatore ivoriano (Ouragahio, n. 2002)
- David Ford, ex calciatore inglese (Sheffield, n. 1945)
- David Forde, ex calciatore irlandese (Galway, n. 1979)
- David Lee Fox, ex calciatore inglese (Stoke-on-Trent, n. 1983)
- David Fry, ex calciatore inglese (Bournemouth, n. 1960)
- David Frölund, ex calciatore svedese (n. 1979)
- David Fuster, ex calciatore spagnolo (Oliva, n. 1982)

## G(21)
- David García de la Cruz, ex calciatore spagnolo (Manresa, n. 1981)
- David García Zubiria, calciatore spagnolo (Cendea de Olza-Oltza Zendea, n. 1994)
- David García Santana, calciatore spagnolo (Maspalomas, n. 1982)
- Dave Gardner, calciatore scozzese (Glasgow, n. 1873 - Leicester, † 1931)
- David Geddis, ex calciatore inglese (Carlisle, n. 1958)
- David Gigliotti, calciatore francese (Martigues, n. 1985)
- David Gil, calciatore spagnolo (Getafe, n. 1994)
- David Ginola, ex calciatore, allenatore di calcio e dirigente sportivo francese (Gassin, n. 1967)
- David Giubilato, ex calciatore italiano (Roma, n. 1976)
- David Goldar, calciatore spagnolo (Portas, n. 1994)
- David Gomez, ex calciatore brasiliano (San Paolo, n. 1988)
- David Gomis, calciatore francese (Tolone, n. 1992)
- David González Giraldo, ex calciatore colombiano (Medellín, n. 1982)
- David González Plata, calciatore spagnolo (Badajoz, n. 1991)
- David Gonzalez, ex calciatore svizzero (Ginevra, n. 1986)
- David Goodwillie, calciatore scozzese (Stirling, n. 1989)
- Dave Goodwin, ex calciatore inglese (Nantwich, n. 1954)
- David Goresh, ex calciatore israeliano (Acri, n. 1980)
- David Grondin, ex calciatore francese (Juvisy-sur-Orge, n. 1980)
- David Gugganig, calciatore austriaco (Spittal an der Drau, n. 1997)
- David Guzmán, calciatore costaricano (San José, n. 1990)

## H(28)
- David Bollo, calciatore spagnolo (Arahal, n. 1996)
- David Habarugira, calciatore burundese (Bujumbura, n. 1988)
- Dave Harding, ex calciatore inglese (Liverpool, n. 1946)
- David Haro, calciatore spagnolo (L'Ametlla del Vallès, n. 1990)
- David Harvey, ex calciatore scozzese (Leeds, n. 1948)
- David Hasler, ex calciatore liechtensteinese (Schaan, n. 1990)
- David Hay, ex calciatore francese (n. 1983)
- Mark Heeley, ex calciatore inglese (Peterborough, n. 1959)
- David Heidenreich, calciatore ceco (Ústí nad Labem, n. 2000)
- David Hellebuyck, ex calciatore francese (Nantua, n. 1979)
- David Helísek, calciatore ceco (Radějov, n. 1982)
- David Henen, calciatore belga (Libramont-Chevigny, n. 1996)
- David Henry, calciatore santaluciano (Canaries, n. 1993)
- David Henríquez, ex calciatore cileno (Santiago del Cile, n. 1977)
- David Herd, calciatore e allenatore di calcio scozzese (Hamilton, n. 1934 - Manchester, † 2016)
- David Herold, calciatore tedesco (Mindelheim, n. 2003)
- David Hillier, ex calciatore inglese (Londra, n. 1969)
- David Hirst, ex calciatore inglese (Cudworth, n. 1967)
- David Hoilett, calciatore canadese (Brampton, n. 1990)
- David Homoláč, ex calciatore ceco (n. 1973)
- David Horst, ex calciatore statunitense (Pine Grove, n. 1985)
- David Houska, calciatore ceco (n. 1993)
- David Hovorka, ex calciatore ceco (Kladno, n. 1993)
- David Hrnčár, calciatore slovacco (Žilina, n. 1997)
- David Hubáček, ex calciatore ceco (Zlín, n. 1977)
- David Huf, calciatore ceco (n. 1999)
- David Hughes, ex calciatore gallese (St Albans, n. 1972)
- David Hunt, ex calciatore inglese (Leicester, n. 1959)

## I(2)
- David Izazola, ex calciatore messicano (Città del Messico, n. 1991)
- David Iñigo, calciatore argentino (San Miguel de Tucumán, n. 1934 - † 2005)

## J(16)
- David Jablonský, calciatore ceco (Sokolov, n. 1991)
- David Jack, calciatore e allenatore di calcio inglese (Bolton, n. 1899 - Londra, † 1958)
- David Jarolím, ex calciatore ceco (Čáslav, n. 1979)
- David Jaunegg, calciatore austriaco (Hall in Tirol, n. 2003)
- David Jemmali, ex calciatore tunisino (Tolosa, n. 1974)
- David Jenkins, ex calciatore inglese (Bristol, n. 1946)
- David Jensen, ex calciatore danese (Hillerød, n. 1992)
- David Johnson, calciatore e allenatore di calcio inglese (Liverpool, n. 1951 - † 2022)
- Davie Johnston, calciatore scozzese (Nairn, n. 1942 - † 2004)
- David Jones, ex calciatore inglese (Southport, n. 1984)
- Dave Jones, ex calciatore e allenatore di calcio inglese (Liverpool, n. 1956)
- David Juncà, calciatore spagnolo (Riumors, n. 1993)
- David Jurásek, calciatore ceco (Dolní Němčí, n. 2000)
- David Jurčenko, ex calciatore russo (Aşgabat, n. 1986)
- David Júlio, ex calciatore portoghese (n. 1932)
- David Silva, ex calciatore spagnolo (Arguineguín, n. 1986)

## K(14)
- David Kalousek, ex calciatore ceco (Hradec Králové, n. 1975)
- David Kannemeyer, ex calciatore sudafricano (Città del Capo, n. 1977)
- David Karaev, calciatore russo (Vladikavkaz, n. 1995)
- David Karako, calciatore israeliano (Giaffa, n. 1945 - † 2025)
- David Karanka, ex calciatore spagnolo (Vitoria, n. 1978)
- David Kasumu, calciatore inglese (Lambeth, n. 1999)
- David Keltjens, calciatore israeliano (Mevaseret Zion, n. 1995)
- David Kiki, calciatore beninese (Vakon, n. 1993)
- David Kinsombi, calciatore tedesco (Rüdesheim am Rhein, n. 1995)
- David Kobesov, calciatore russo (Vladikavkaz, n. 2000)
- David Kobylík, ex calciatore ceco (Olomouc, n. 1981)
- David Kopacz, calciatore tedesco (Iserlohn, n. 1999)
- David Kruse, calciatore danese (Tørring-Uldum, n. 2002)
- David Kutyauripo, ex calciatore zimbabwese (Salisbury, n. 1979)

## L(20)
- Fonsi, calciatore spagnolo (Saragozza, n. 1986)
- David Lafata, ex calciatore ceco (České Budějovice, n. 1981)
- David Langan, ex calciatore irlandese (Dublino, n. 1957)
- David Lavi, ex calciatore israeliano (Natanya, n. 1956)
- David Lazar, calciatore rumeno (Oradea, n. 1991)
- David Lazari, calciatore brasiliano (Novo Horizonte, n. 1989)
- David Ledecký, calciatore ceco (Brandýs nad Labem-Stará Boleslav, n. 1993)
- David Letham, calciatore scozzese (n. 1922 - † 2007)
- David Levi, ex calciatore e giocatore di poker israeliano (Tel Aviv, n. 1962)
- David Limberský, calciatore ceco (Plzeň, n. 1983)
- David Lischka, calciatore ceco (n. 1997)
- David Ljung, ex calciatore svedese (Skellefteå, n. 1975)
- David Llanos, calciatore cileno (Talcahuano, n. 1989)
- David Ricardo Loiola da Silva, calciatore brasiliano (Teresina, n. 2002)
- David Lopes, ex calciatore brasiliano (Maringá, n. 1982)
- David López Moreno, ex calciatore spagnolo (Logroño, n. 1982)
- David López Silva, calciatore spagnolo (Barcellona, n. 1989)
- David Loria, ex calciatore kazako (Astana, n. 1981)
- David Lowery, calciatore britannico (n. 1984)
- David Löfquist, calciatore svedese (Mjällby, n. 1986)

## M(53)
- David Luiz, calciatore brasiliano (Diadema, n. 1987)
- David Amadou M'Bodji, ex calciatore senegalese (Kaolack, n. 1984)
- David Majak, calciatore sudsudanese (Uror, n. 2000)
- David Malembana, calciatore tedesco (Freital, n. 1995)
- David Maneiro, ex calciatore andorrano (n. 1989)
- David Manga, ex calciatore centrafricano (Parigi, n. 1989)
- David Marazzi, ex calciatore svizzero (Losanna, n. 1984)
- David Marshall, ex calciatore scozzese (Glasgow, n. 1985)
- Bob Wilson, ex calciatore scozzese (Chesterfield, n. 1941)
- David Edward Martin, ex calciatore inglese (Romford, n. 1986)
- David Martin, calciatore nordirlandese (n. 1859 - † 1946)
- David Martínez, ex calciatore nicaraguense (Estelí, n. 1983)
- David Martínez, calciatore venezuelano (El Tigre, n. 2006)
- David Mateos, calciatore spagnolo (Madrid, n. 1987)
- David Mathers, calciatore scozzese (Glasgow, n. 1931 - Southport, † 2014)
- David Mawutor, calciatore ghanese (Accra, n. 1992)
- David May, ex calciatore inglese (Oldham, n. 1970)
- David Mayoral, ex calciatore spagnolo (Avila, n. 1997)
- David Mazzoncini, ex calciatore francese (Bertrange, n. 1971)
- David Mbala, calciatore congolese (Repubblica Democratica del Congo) (Kinshasa, n. 1993)
- David McCrae, calciatore scozzese (Bridge of Weir, n. 1901 - † 1976)
- David McCreery, ex calciatore nordirlandese (Belfast, n. 1957)
- David McGoldrick, calciatore inglese (Nottingham, n. 1987)
- David McIntosh, ex calciatore venezuelano (Ciudad Bolívar, n. 1973)
- David McLean, calciatore scozzese (Forfar, n. 1890 - Forfar, † 1967)
- David McLean, ex calciatore inglese (Newcastle upon Tyne, n. 1957)
- David McMillan, ex calciatore irlandese (Templeogue, n. 1988)
- David McNiven, calciatore scozzese (Stonehouse, n. 1955)
- Dave Mehmet, calciatore inglese (Camberwell, n. 1960 - Londra, † 2024)
- David Meiklejohn, calciatore e allenatore di calcio scozzese (Govan, n. 1900 - Airdrie, † 1959)
- David Mendes da Silva, ex calciatore olandese (Rotterdam, n. 1982)
- David Mendieta Chávez, calciatore paraguaiano (Lambaré, n. 1986)
- David Meul, ex calciatore belga (Beveren, n. 1981)
- David Meyler, ex calciatore irlandese (Cork, n. 1989)
- David Miculescu, calciatore rumeno (Arad, n. 2001)
- David Min, calciatore olandese (Zaandam, n. 1999)
- David Mitogo, calciatore equatoguineano (Bata, n. 1990 - A Arnoia, † 2023)
- David Mitov Nilsson, calciatore svedese (Norrköping, n. 1991)
- David Molina, calciatore honduregno (Tegucigalpa, n. 1988)
- David Møller Wolfe, calciatore norvegese (Bergen, n. 2002)
- David Montoya, ex calciatore colombiano (Medellín, n. 1978)
- Dave Mooney, ex calciatore irlandese (Dublino, n. 1984)
- Dave Moorcroft, ex calciatore inglese (Liverpool, n. 1947)
- David Morillas, calciatore spagnolo (Águilas, n. 1986)
- Harry Morris, calciatore inglese (n. 1897 - † 1985)
- Dave Morrison, ex calciatore inglese (Waltham Forest, n. 1974)
- David Moyo, calciatore zimbabwese (Harare, n. 1994)
- David Mulligan, calciatore neozelandese (Liverpool, n. 1982)
- David Paul Murphy, ex calciatore inglese (Hartlepool, n. 1984)
- David Mwanza, calciatore e giocatore di calcio a 5 zimbabwese (n. 1961 - Kwekwe, † 2002)
- David Myrestam, ex calciatore svedese (Skellefteå, n. 1987)
- David Myrie, ex calciatore costaricano (Puerto Viejo de Talamanca, n. 1988)
- David McDonald Norman, ex calciatore canadese (Glasgow, n. 1962)

## N(13)
- David N'Gog, ex calciatore francese (Gennevilliers, n. 1989)
- David Najem, ex calciatore statunitense (Livingston, n. 1992)
- David Narey, ex calciatore scozzese (Dundee, n. 1956)
- David Navarro, ex calciatore spagnolo (Sagunto, n. 1980)
- David Needham, ex calciatore inglese (Leicester, n. 1949)
- David Nemeth, calciatore austriaco (Eisenstadt, n. 2001)
- David Neres, calciatore brasiliano (San Paolo, n. 1997)
- Mbomboko Ngoy, calciatore della Repubblica Democratica del Congo (Kananga, n. 1977 - Lubumbashi, † 2024)
- David Niepsuj, calciatore tedesco (Wuppertal, n. 1995)
- David Nish, ex calciatore inglese (Burton upon Trent, n. 1947)
- David Norris, calciatore inglese (Peterborough, n. 1981)
- David Nshimirimana, calciatore burundese (Bujumbura, n. 1993)
- David Nugent, ex calciatore inglese (Huyton, n. 1985)

## O(14)
- David Obua, ex calciatore ugandese (Kampala, n. 1984)
- David Ochieng, calciatore keniota (Nairobi, n. 1992)
- David Ruíz, calciatore honduregno (Miami, n. 2004)
- David Ochoa, calciatore messicano (Oxnard, n. 2001)
- David Odonkor, ex calciatore tedesco (Bünde, n. 1984)
- David Okereke, calciatore nigeriano (Lagos, n. 1997)
- David Tavares, calciatore capoverdiano (Lisbona, n. 1999)
- David França Oliveira e Silva, ex calciatore brasiliano (Araxá, n. 1982)
- David Ospina, calciatore colombiano (Itagüí, n. 1988)
- David Oteo, ex calciatore messicano (Città del Messico, n. 1973)
- David Otto, calciatore tedesco (Pforzheim, n. 1999)
- David Ousted, ex calciatore danese (Copenaghen, n. 1985)
- David Owino, calciatore keniota (Nakuru, n. 1988)
- David Ozoh, calciatore inglese (Valencia, n. 2005)

## P(24)
- David Partridge, ex calciatore gallese (Westminster, n. 1978)
- David Pavelka, calciatore ceco (Praga, n. 1991)
- David Pašek, calciatore ceco (Brno, n. 1989)
- David Peach, ex calciatore inglese (Bedford, n. 1951)
- David Pech, calciatore ceco (Brandýs nad Labem-Stará Boleslav, n. 2002)
- David Pegg, calciatore inglese (Highfields, n. 1935 - Monaco di Baviera, † 1958)
- David Perkins, ex calciatore inglese (Heysham, n. 1982)
- David Perpetuini, calciatore inglese (Hitchin, n. 1979)
- David Petrović, calciatore serbo (Čačak, n. 2003)
- David Philipp, calciatore tedesco (Amburgo, n. 2000)
- David Pisot, calciatore tedesco (Karlsruhe, n. 1987)
- David Pitt, calciatore inglese (Londra, n. 1991)
- David Pizanti, ex calciatore israeliano (Pardes Hanna-Karkur, n. 1962)
- David Platt, ex calciatore e allenatore di calcio inglese (Chadderton, n. 1966)
- David Pleat, ex calciatore e allenatore di calcio inglese (Nottingham, n. 1945)
- David Poljanec, calciatore sloveno (Maribor, n. 1986)
- David Pollet, calciatore francese (La Bassée, n. 1988)
- David Preece, ex calciatore inglese (Sunderland, n. 1976)
- David Preu, calciatore tedesco (Monaco di Baviera, n. 2004)
- David Prieto, ex calciatore spagnolo (Siviglia, n. 1983)
- David Primo, ex calciatore israeliano (n. 1946)
- David Proctor, calciatore inglese (Chiswick, n. 1951 - † 2000)
- David Prutton, ex calciatore inglese (Kingston upon Hull, n. 1981)
- David Puclin, calciatore croato (Čakovec, n. 1992)

## Q(1)
- David Querol, ex calciatore spagnolo (Reus, n. 1989)

## R(21)
- David Omar Rodríguez Barrera, ex calciatore spagnolo (Las Palmas de Gran Canaria, n. 1989)
- David Ramadingaye, calciatore finlandese (Oulu, n. 1989)
- David Ramírez, calciatore costaricano (San José, n. 1993)
- David Rangel, ex calciatore spagnolo (Valencia, n. 1979)
- David Raum, calciatore tedesco (Norimberga, n. 1998)
- David Raven, ex calciatore inglese (Birkenhead, n. 1985)
- David Raya, calciatore spagnolo (Barcellona, n. 1995)
- David Regis, ex calciatore francese (La Trinité, n. 1968)
- Jason Remeseiro, calciatore spagnolo (La Coruña, n. 1994)
- David Stephens, calciatore gallese (Welwyn Garden City, n. 1991)
- David Reyes, calciatore cileno (San Antonio, n. 1985)
- David Ribolleda, ex calciatore andorrano (n. 1985)
- David Riley, ex calciatore inglese (Northampton, n. 1960)
- David Rivas, ex calciatore spagnolo (Dos Hermanas, n. 1978)
- David Rocastle, calciatore inglese (Londra, n. 1967 - Slough, † 2001)
- David Rochela, ex calciatore spagnolo (As Pontes de García Rodríguez, n. 1990)
- David Lombán, ex calciatore spagnolo (Avilés, n. 1987)
- David Simón, calciatore spagnolo (Las Palmas de Gran Canaria, n. 1988)
- David Rodríguez Sánchez, calciatore spagnolo (Talavera de la Reina, n. 1986)
- David Rozehnal, ex calciatore ceco (Šternberk, n. 1980)
- David Rugamas, calciatore salvadoregno (San Juan Opico, n. 1990)

## S(28)
- David Sadler, ex calciatore inglese (Yalding, n. 1946)
- David Saincius, ex calciatore haitiano (n. 1975)
- David Sambissa, calciatore francese (Saint-Maur-des-Fossés, n. 1996)
- David Sauget, ex calciatore francese (Champagnole, n. 1979)
- David Schartner, ex calciatore austriaco (Salisburgo, n. 1988)
- David Schnegg, calciatore austriaco (Mils bei Imst, n. 1998)
- David Seaman, ex calciatore e allenatore di calcio inglese (Rotherham, n. 1963)
- David Sencar, calciatore austriaco (Leoben, n. 1984)
- David Sesay, calciatore sierraleonese (Brent, n. 1998)
- Dave Sexton, calciatore e allenatore di calcio britannico (Islington, n. 1930 - Londra, † 2012)
- David Shaw, calciatore e allenatore di calcio scozzese (Annathill, n. 1917 - Aberdeen, † 1977)
- David Macalister Silva, calciatore colombiano (Bogotá, n. 1986)
- David Mendes Silva, calciatore capoverdiano (Coimbra, n. 1986)
- David Simbo, calciatore sierraleonese (Freetown, n. 1989)
- David Simão, calciatore francese (Versailles, n. 1990)
- David Smith, calciatore scozzese (Glasgow, n. 1993)
- David Solari, ex calciatore colombiano (Barranquilla, n. 1986)
- David Soria, calciatore spagnolo (Madrid, n. 1993)
- David Solórzano, calciatore nicaraguense (Diriamba, n. 1980)
- David Sommeil, ex calciatore francese (Pointe-à-Pitre, n. 1974)
- David Sotelo, calciatore argentino (Villa Gobernador Gálvez, n. 2003)
- David Sousa, calciatore brasiliano (Rio de Janeiro, n. 2001)
- David Speedie, ex calciatore scozzese (Glenrothes, n. 1960)
- David Stec, calciatore austriaco (Vienna, n. 1994)
- David Stewart, calciatore scozzese (Glasgow, n. 1947 - † 2018)
- David Stockdale, ex calciatore inglese (Leeds, n. 1985)
- David Střihavka, ex calciatore e allenatore di calcio ceco (Praga, n. 1983)
- David Suárez Cárdenes, calciatore spagnolo (Las Palmas de Gran Canaria, n. 2000)

## T(20)
- David Tarka, ex calciatore australiano (Perth, n. 1983)
- David Taro, calciatore salomonese (n. 1984)
- DJ Taylor, calciatore statunitense (Raleigh, n. 1997)
- David Taylor, ex calciatore neozelandese
- David Tchétchao, calciatore beninese (Porto-Novo, n. 2003)
- David Templeton, calciatore scozzese (Glasgow, n. 1989)
- David Testo, ex calciatore statunitense (Winston-Salem, n. 1981)
- David Tetteh, ex calciatore ghanese (n. 1985)
- David Thompson, ex calciatore inglese (Birkenhead, n. 1977)
- David Tijanić, calciatore sloveno (n. 1997)
- David Timor, calciatore spagnolo (Carcaixent, n. 1989)
- David Tiram, calciatore israeliano (Pardesiya, n. 1993)
- David Tomassini, calciatore sammarinese (San Marino, n. 2000)
- David Torres, calciatore spagnolo (Valladolid, n. 2003)
- David Toševski, calciatore macedone (Skopje, n. 2001)
- David Trapp, ex calciatore beliziano (n. 1981)
- David Trezeguet, ex calciatore francese (Rouen, n. 1977)
- David Turnbull, calciatore scozzese (Carluke, n. 1999)
- David Turpel, calciatore lussemburghese (Ettelbruck, n. 1992)
- David Tweh, calciatore liberiano (Monrovia, n. 1998)

## U(1)
- David Ulm, ex calciatore francese (Wissembourg, n. 1984)

## V(8)
- David Carmo, calciatore portoghese (Aveiro, n. 1999)
- David Vaněček, calciatore ceco (Planá, n. 1991)
- David Vaughan, ex calciatore gallese (Abergele, n. 1983)
- David Vega, ex calciatore argentino (Guiñazú, n. 1980)
- David Villabona, ex calciatore spagnolo (Irun, n. 1969)
- David Raúl Villalba, calciatore paraguaiano (San Lorenzo, n. 1982)
- David Vranković, calciatore australiano (Sydney, n. 1993)
- David von Ballmoos, calciatore svizzero (Langnau im Emmental, n. 1994)

## W(16)
- David Wagstaffe, calciatore inglese (Manchester, n. 1943 - Wolverhampton, † 2013)
- Danny Wallace, ex calciatore inglese (Greenwich, n. 1964)
- Dai Ward, calciatore gallese (Barry, n. 1934 - Cambridge, † 1996)
- David Watson, ex calciatore inglese (Stapleford, n. 1946)
- David Watson, calciatore scozzese (Prestwick, n. 2005)
- David James Webb, ex calciatore e allenatore di calcio inglese (Londra, n. 1946)
- David Wheater, ex calciatore inglese (Redcar, n. 1987)
- David Wheeler, calciatore inglese (Brighton, n. 1990)
- David White, ex calciatore inglese (Urmston, n. 1967)
- David Wijnveldt, calciatore olandese (Jember, n. 1891 - Zutphen, † 1962)
- David Joel Williams, calciatore australiano (Brisbane, n. 1988)
- David Wilson, calciatore inglese (Hebburn, n. 1908 - Glasgow, † 1992)
- David Witteveen, ex calciatore austriaco (Varese, n. 1985)
- David Wotherspoon, calciatore scozzese (Perth, n. 1990)
- David N. Wotherspoon, calciatore scozzese (Hamilton, n. 1849 - Pollokshields, † 1906)
- David Wright, ex calciatore inglese (Warrington, n. 1980)

## Y(1)
- David Yelldell, ex calciatore statunitense (Stoccarda, n. 1981)

## Z(7)
- David Zalazar, calciatore argentino (General Villegas, n. 2002)
- David van Zanten, calciatore irlandese (Dublino, n. 1982)
- David Zdrilić, ex calciatore australiano (Sydney, n. 1974)
- David Zec, calciatore sloveno (Kranj, n. 2000)
- David Zibung, ex calciatore svizzero (n. 1984)
- David Zima, calciatore ceco (Olomouc, n. 2000)
- David Zurutuza, ex calciatore spagnolo (Rochefort, n. 1986)

## Á(3)
- David Álvarez, calciatore honduregno (n. 1985)
- David Álvarez Aguirre, ex calciatore spagnolo (Avilés, n. 1984)
- David Abraham, ex calciatore argentino (Chabás, n. 1986)

## Č(2)
- David Čavić, calciatore bosniaco (Banja Luka, n. 2002)
- David Čolina, calciatore croato (Zagabria, n. 2000)

## Š(2)
- David Šimek, calciatore ceco (n. 1998)
- David Štěpánek, calciatore ceco (n. 1997)